# Ftinosúquids
Els ftinosúquids (Phthinosuchidae) són una família extinta de sinàpsids gorgonops que visqueren en allò que avui en dia és Europa i Nord-amèrica durant el Permià, fa entre 264,3 i 277,3 milions d'anys. Se n'han trobat restes fòssils als Estats Units i Rússia. Es diferencien dels seus parents propers pel fet de tenir les finestres temporals gairebé tan petites com les òrbites. La vora dorsal de l'òrbita presenta un grau incipient de paquiostosi. La base del crani és curta. L'articulació mandibular del maxil·lar inferior està desplaçada cap endavant. El maxil·lar inferior en si és esvelt i manca d'apòfisi coronoide.